# Cárcel de San Fernando
La cárcel de San Fernando es un recinto penitenciario de la ciudad de San Fernando, en la Región de O'Higgins, Chile. El año 2009 fue declarada Monumento Nacional en la categoría Monumento Histórico.

## Historia
El edificio es parte de la trama fundacional de la ciudad, y su construcción data de 1891, como parte de un plan que desarrolló un conjunto de obras emblemáticas locales, como el acueducto y el liceo Neandro Schilling.
Después del golpe militar de 1973, la cárcel fue el principal centro de detención de la ciudad, estando estrechamente ligado al Regimiento Colchagua (actualmente Regimiento de Infantería n.º 19 "Colchagua"), donde se registraron alrededor de 250 personas detenidas entre septiembre y noviembre de 1973 y donde hay fehaciente pruebas que mucho de los presos políticos de esa época fueron torturados. Posteriormente la mayoría de ellos cumplirían condenas en la cárcel de San Fernando. Sin embargo testimonios de expresos políticos han señalado que la cárcel no solo se utilizaba como lugar de detención sino que el uso de tortura era también utilizado durante los interrogatorios. La mayoría de los detenidos se concentraron entre los años 1973 y 1975; después solamente hubo algunos casos, observándose un aumento durante el año 1988.
El terremoto de 1985 provocó fracturas estructurales en diversos muros, que ha tenido por décadas al inmueble en un regular estado de conservación.

## Descripción

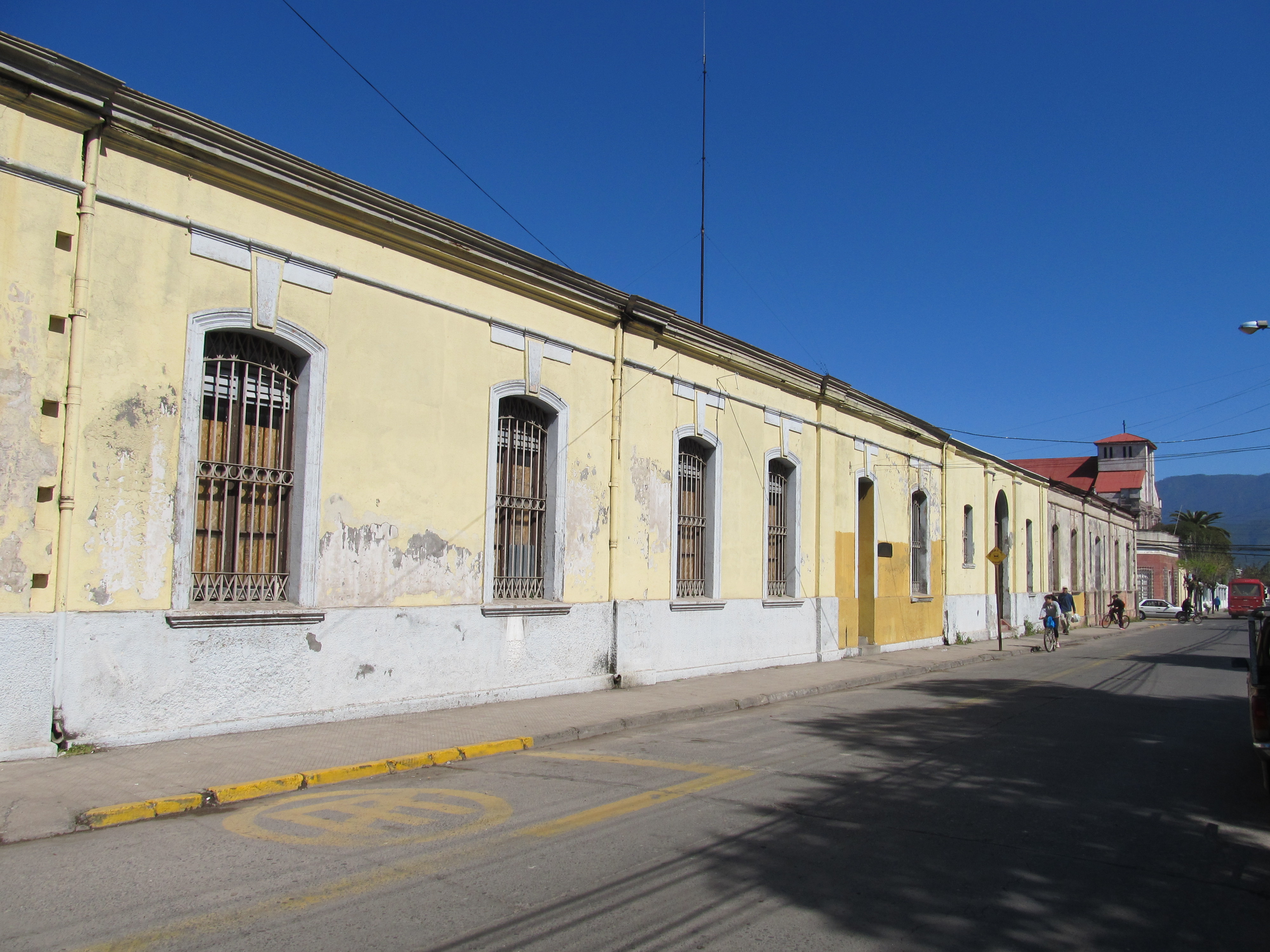
Fachada continua de la cárcel de San Fernando.

El edificio es de fachada continua y posee una superficie total de 2.622,39 m². Está conformado según un sistema panóptico, en que los distintos pabellones distribuidos en dos niveles están unidos por un espacio central de vigilancia, de forma octogonal.
Su área norte cobija el sector administrativo, incluyendo el juzgado, la antigua casa del alcaide y el acceso principal. Este sector es de un piso, en albañilería de ladrillo estucada. Su fachada cuenta con una cornisa de moldura lineal, vanos en sentido vertical y de arcos rebajados, además de pilastras neoclásicas.
Su área sur posee dos niveles y concentra las celdas. Es una construcción con un volumen mucho mayor, a partir de una estructura de muros de albañilería trabada de ladrillo a la vista, con un espesor de 66 cm, vanos de proporciones regulares y arco rebajado. La cubierta del edificio es realizada con vigas de pino oregón, las cuales se insertan en el muro de albañilería quedando trabadas. Los entrepisos destinados a circulación en el segundo nivel son de madera, soportadas por estructuras de fierro forjado, apernados a los muros.